# Fort de Chelles
Pour les articles homonymes, voir Chelles (homonymie).
Le fort de Chelles est une fortification construite entre 1876 et 1878 à Chelles dans le département de Seine-et-Marne (région Île-de-France). Il est bâti sur le point culminant de la commune (104 mètres), appelé la « montagne » et fait partie de la ceinture de forts imaginée par le général Raymond Adolphe Séré de Rivières pour défendre l'agglomération parisienne.

## Histoire

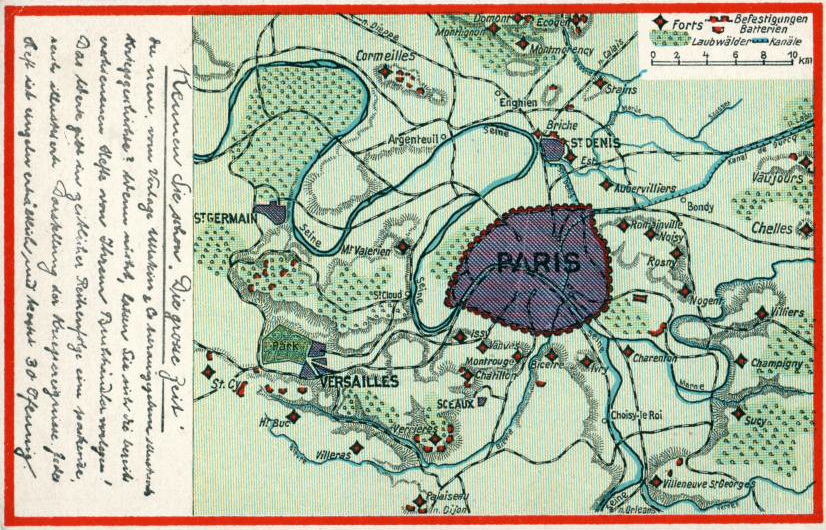
Carte postale allemande, antérieure à la guerre de 1914-1918, montrant l'ensemble du système défensif du camp retranché de Paris.

En 1870, la France est en partie occupée par les armées prussiennes. À la suite de la défaite française, on met en place le système Séré de Rivières qui permet notamment la construction de fortifications pour défendre Paris. Au total, ce sont 18 forts, 5 redoutes et 34 batteries qui ont été construits entre 1874 et 1881. Le fort de Chelles est construit entre 1876 et 1878. Le 8 avril 1878, il reçoit la visite du maréchal de Mac-Mahon alors président de la République française. Le fort est armé en août 1878 ; il est complètement terminé en 1879. Sa construction aurait coûté 1 260 853 francs de l'époque.
En septembre 1894, avec le fort de Vaujours et les batteries de Montfermeil, le fort de Chelles participa à de grandes manœuvres militaires dirigées par le général Saussier dont le thème était la défense d'une partie du camp retranché de Paris attaqué par une armée débouchant de la ligne Soissons - Meaux ; le fort de Chelles était défendu à cette occasion par une compagnie du 154e régiment d'infanterie. Vers les années 1900, le fort de Chelles participa à des exercices de transmission optique.
Le 12 août 1914, le 3e bataillon du 68e régiment d'infanterie territoriale (appartenant à la 85e division territoriale de place, responsable de la région Est du camp retranché de Paris) s'installa au fort de Chelles. Ce régiment, dont le dépôt était à Poitiers, était composé d'hommes des classes 1900 à 1890, dont la plupart étaient mariés et pères de famille. Le 15 décembre 1914, le régiment tout entier quittait définitivement le secteur, pour s'installer sur la ligne : Dammartin, Ève, Ver, Othis, Longperrier, Moussy-le-Vieux et Le Mesnil-Amelot.
Le 2 septembre 1914, les tirs de DCA du fort de Chelles auraient abattu un avion allemand, les deux aviateurs ayant ensuite été faits prisonniers, cette information issue de la mémoire locale n'a jamais été étayée. De la mi-août au début de septembre 1914, à l'approche des armées allemandes de Paris, les intervalles entre les différents forts furent aménagés (dégagement d'un glacis, creusement de tranchées et de batteries) et des unités de territoriaux déployées, mais les troupes franco-britanniques arrêtèrent et repoussèrent les armées allemandes lors de la première bataille de la Marne. À la fin de 1914, un projecteur de 90 cm fut installé sur le fort pour la lutte antiaérienne ; s'y rajoutèrent deux canons de 75 mm anti-aérien sur plateforme en avril 1915, puis quatre autres en mars 1918 (10e batterie du 64e RAA).
Pendant la Seconde Guerre mondiale, le fort de Chelles n'eut aucun rôle actif. Selon des témoignages locaux, il fut seulement utilisé par l'armée allemande à des fins de stockage. En 1945, à la fin du conflit, il fut question de transformer le fort en centre de détention pour des criminels de guerre. Mais le fort, de par sa configuration, ne fut pas jugé apte à remplir cette fonction.
Dans les années 1960, Kodak a employé le fort pour y entreposer des films ainsi que des produits polluants en raison de la faible hygrométrie du lieu. Afin de laisser passer leurs camions, le fronton de l'entrée du fort fut démantelé. 
Le fort a été acheté par la ville de Chelles en 1972 pour la somme de 320 000 francs. Jusqu'à récemment, le fort de Chelles a abrité les stands de tir d'une association sportive chelloise et a été employé par les pompiers de la ville de Chelles pour des séances d'entrainement.

## Le réaménagement de la «montagne» de Chelles
En 2007, le fort a fait l'objet d'une réhabilitation dans le cadre du réaménagement de la « montagne » de Chelles en un parc destiné à la promenade et aux activités municipales (feu d'artifice du 14-juillet, cinéma de plein air en août, concerts...). La gestion du fort et de la montagne de Chelles a été déléguée à la communauté d'agglomération de Marne et Chantereine,,.
Un rucher pédagogique a été installé afin de faire découvrir la vie des abeilles.
Les aménagements réalisés en 2007 sont considérés par les spécialistes de la fortification française comme irrespectueux du patrimoine historique du fort de Chelles :     
- une partie des fossés secs a été immergée engendrant des inondations dans une des caponnières du fort ;
- l'entrée du fort a été entièrement démantelée ;
- les bureaux de police et l'ancienne cuisine ont été détruits car jugés comme « ne présentant aucun charme » ;
- le mur d'escarpe de la gorge a été raboté à cinquante centimètres du sol ;
- le glacis terrassé
- la route stratégique historique fut remblayée ;
- la topographie du terrain qui servait autrefois à la défense du fort a été également très fortement remaniée.

En attendant une possible ré-affectation des bâtiments du fort, ceux-ci sont murés et inaccessibles au public.

## Description

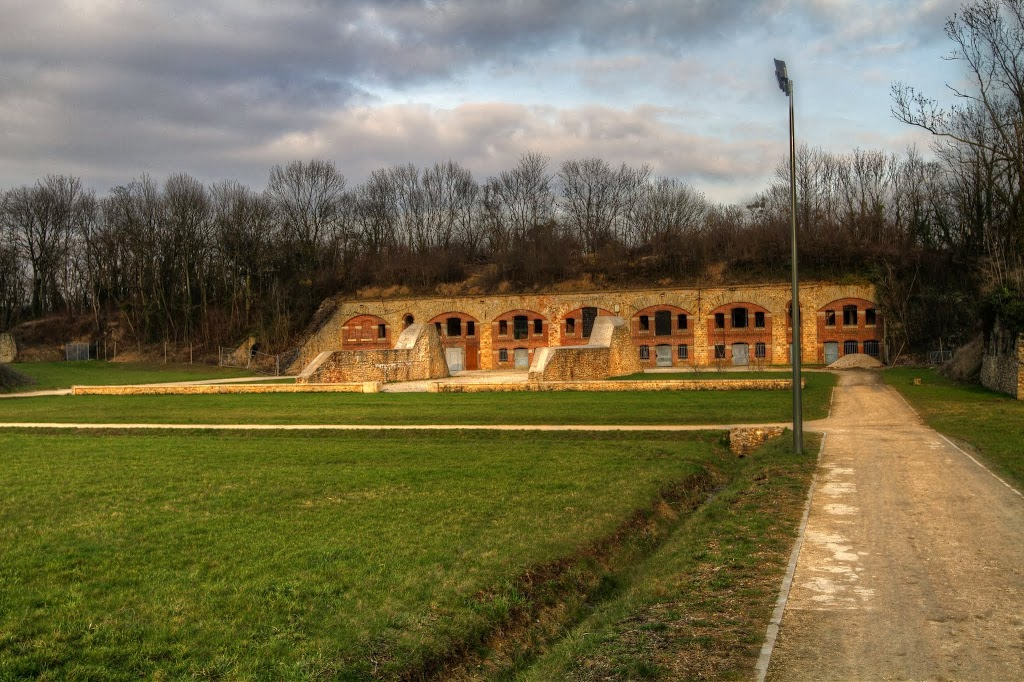
Le fort en mars 2012, privé de son entrée, de son fronton, de ses murs, de son poste de police, de ses cuisines, etc.
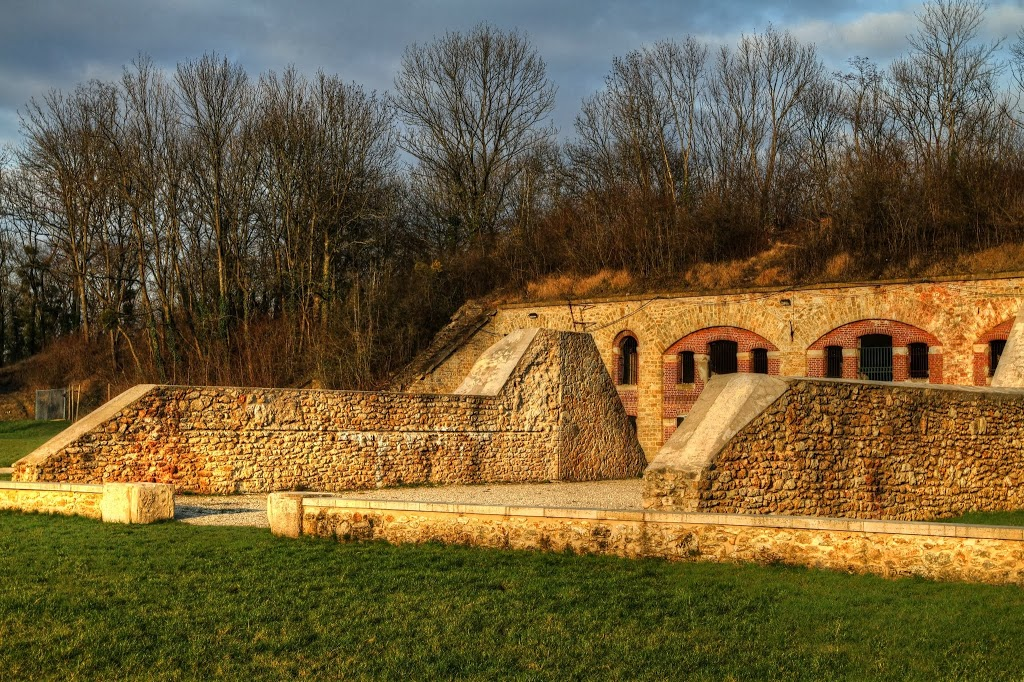
Autre vue de la façade de la caserne.

Le fort de Chelles permettait le contrôle de la vallée de la Marne ainsi que du chemin de fer reliant Paris à l'Est de la France. Bâti à 104 mètres d'altitude, c'est un fort de forme pentagonale orienté vers l'est. Il a été conçu pour héberger 363 hommes et 29 pièces d'artillerie. Le casernement est composé de sept travées avec un étage. L’intérieur des travées a été construite au moyen de briques de terre cuite.
Le fort possède trois caponnières (deux simples et une double). Ces dernières sont dégradées et noircies par des feux allumés par les pompiers de la ville de Chelles lors de séances d'entrainement.
Le fort de Chelles possédait une entrée avec un fronton portant l'inscription « Fort de Chelles », avec l'indication des dates de début et de finalisation des travaux : « 1876 - 1879 ». Ce fronton a été démantelé dans les années 1960-70 afin de permettre le passage de véhicules plus haut. En 2007, lors de l'aménagement du site par la Communauté d'agglomération de Marne et Chantereine, l'entrée a été démantelée et le mur d’escarpe de gorge a été raboté à 50 cm du sol.
Le fort est entouré de fossés secs. En 2007, une partie des fossés a été remaniée et immergée entraînant l'inondation d'une des caponnières.

## La menace des anciennes carrières de gypse

Galeries de seconde masse
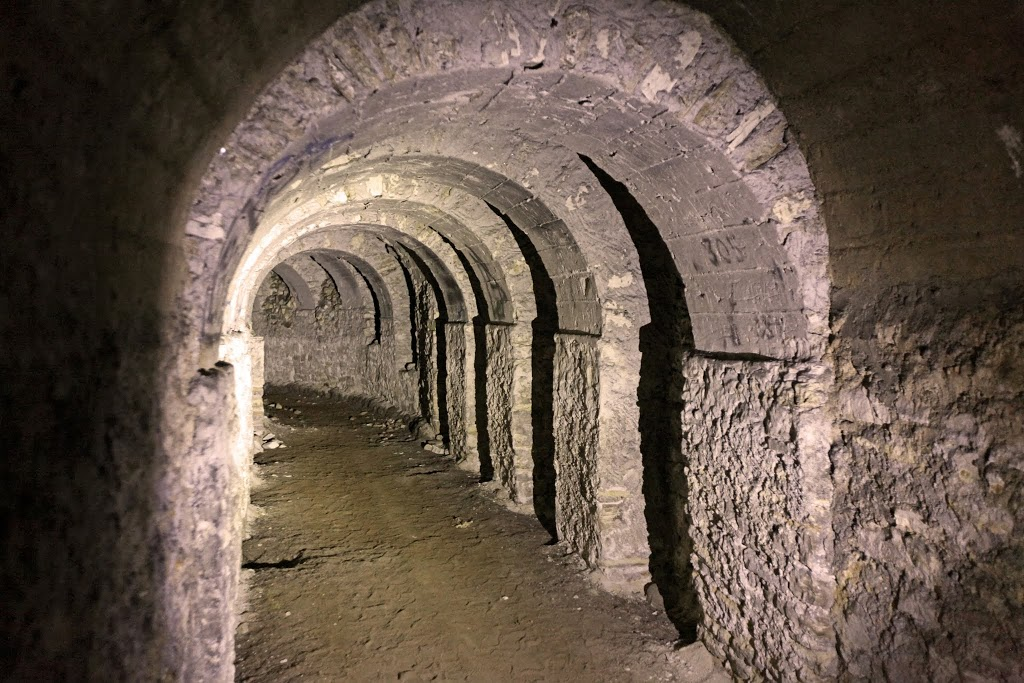
Octobre 2013 : galerie sous le fort de Chelles renforcée par le génie militaire.
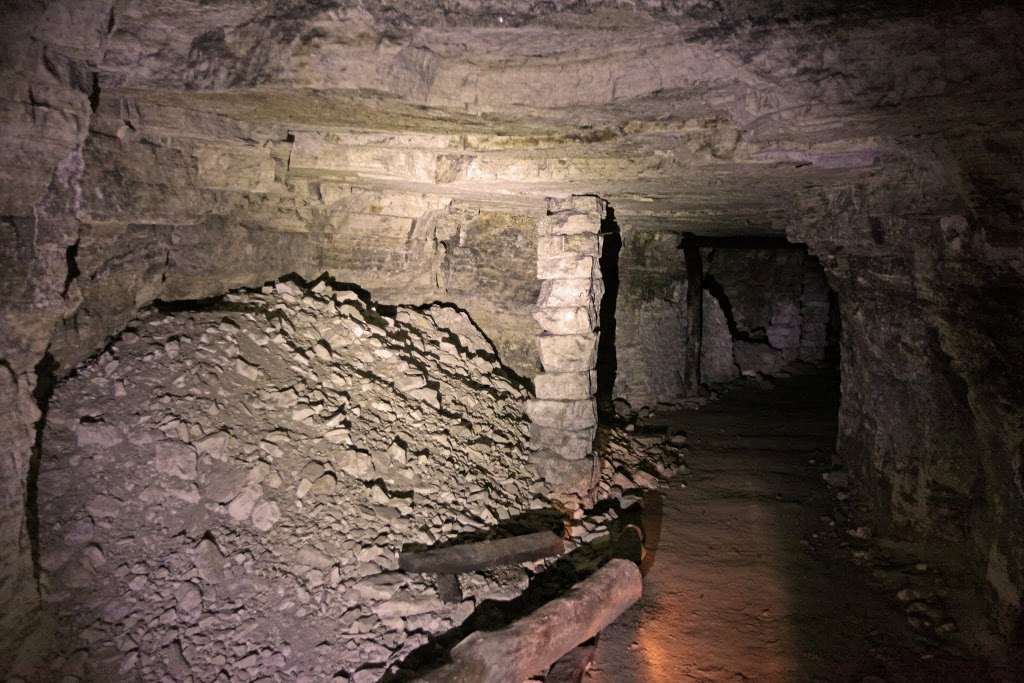
Octobre 2013 : galerie non sécurisée en cours d'éboulement.

Pendant plus d'un siècle, la montagne de Chelles a été exploitée pour son gypse (pierre à plâtre) en carrière à ciel ouvert ainsi qu'en cavages souterrains de seconde et troisième masse (la quatrième masse fut un temps également exploitée). Henri Trinquand, président de la Société archéologique et historique de Chelles, affirmait déjà en 1963 : « Des carrières, il reste surtout les multitudes et profondes galeries qui ont transformé la montagne en véritable taupinière, ce qui n'est pas sans constituer un réel danger ».  
En effet, en fin d'exploitation, les galeries étaient le plus souvent abandonnées, sans être sécurisées ni remblayées, avant de tomber, avec le temps, dans l'oubli. Lors de la construction du fort de Chelles, le génie militaire a tenté de les cartographier afin d'évaluer les risques d’effondrement de l'ouvrage.
Au XIXe siècle, cinq exploitants se partageaient la montagne : Tixier, Trioux, Bichot, Dutreuil et surtout Parquin. Les établissements Parquin employaient jusqu'à une cinquantaine d'ouvriers. L'exploitation du gypse de la montagne cessa définitivement en 1880, à la suite des expropriations et autres servitudes réalisées par l'armée et à d'importants éboulements. En effet, des glissements de terrain eurent lieu, à la fin de 1878, à la suite de très fortes précipitations. Une des carrières à ciel ouvert de première masse exploitée par les établissements Parquin fut donc entièrement enterrée par un glissement de terrain en octobre 1878. 
Entre 1904 et 1909, après des premiers travaux effectués en 1891 et à la suite de mouvements constatés dans les maçonneries du fort et « d'éboulements incessants, presque journaliers », le génie militaire français a procédé à des travaux de confortation des galeries de seconde masse situées sous ou aux abords directs de l'emprise du fort. Pour des raisons économiques, les sections des galeries à sécuriser ne furent pas remblayées mais confortées à l'aide de piliers et d'arceaux en maçonnerie de moellons hourdée en mortier de chaux hydraulique. Ces galeries confortées ont été déclarées comme étant « réservées au service du génie afin de permettre la circulation à l'intérieur de celles-ci et d'en assurer la surveillance ».
Dans les plans très détaillés annexés au mémoire explicatif du génie, il est présenté un très vaste réseau de galeries à l'ouest, au sud et à l'est de l'emprise du fort, certaines zones sont déclarées comme ayant des « cavages abandonnées inabordables ». En 1999, le BRGM (Bureau de recherches géologiques et minières) a réalisé une étude des aléas de mouvement de terrain de la commune de Chelles, la montagne y est classée majoritairement en aléa très élevé. Cet aléa très élevé y est présenté comme des zones où « la présence d'anciennes carrières souterraines est certaine, et par conséquent le risque de fontis et/ou d’effondrements est très grand » .   À la lumière des plans du génie militaire, de l'étude du BRGM et de visites techniques réalisées par des associations locales, il apparaît que les aménagements réalisés en 2007 sont partiellement sous minés et peuvent présenter des risques de fontis, d'éboulement, voire de glissement de terrain. La présence de ces galeries pose donc un véritable problème de sécurisation du fort de Chelles et des aménagements réalisés en 2007 afin de permettre un accès libre au public.
Il est aussi à préciser qu'il n'existe aucun plan connu à ce jour des cavages de troisième masse situés plus en profondeur.